# いちげき
『いちげき』は、松本次郎による日本の漫画。永井義男の小説『幕末一撃必殺隊』を原作とした作品で、幕末期に江戸を騒がせていた勤王浪士を自称する者や薩摩藩士による押し入り強盗、辻斬り、放火といった御用盗（ごようとう）に対応するために農民を集めて結成された特殊戦闘部「一撃必殺隊」の活躍を描く。
『コミック乱』（リイド社）にて、2016年6月号から2019年4月号まで連載された後、『コミック乱ツインズ』（同社）にて、2019年5月号から2020年12月号まで移籍連載された。
2018年12月27日に単行本4巻が発売された際、映画化の企画が進行中である旨が帯にて告知された。
NHK正月時代劇として、2023年にテレビドラマ化された。

## あらすじ
大政奉還後の江戸では、薩摩藩の命を受けた浪士たちが商家などを襲う御用盗が多発していた。薩摩藩は幕府を挑発し、武力による倒幕を目論んでいたのだ。薩摩討つべしの小栗忠順ら好戦派を抑えつつ、穏健派の勝海舟は身元不明の武力集団を設立し、これに御用盗を対処させようと新選組の土方を通じて隊士である島田らを派遣してもらった。
島田らは高額な報酬を提示して農民を集め、ひと月の速習で刀の扱いを教え込もうとする。しかし、勝は一か月も好戦派を抑えきれず、農民兵らが攻撃の術を覚えただけでの実戦投入を命じる。
一撃必殺隊はある程度の成功を納めるが、薩摩藩も一撃必殺隊の正体を探り始める。隊の1人、千代松が薩摩に捕まり、拷問を受け、一撃必殺隊をおびき出すために薩摩藩に江戸市中引き回しをされる。一撃必殺隊の面々は千代松の口から自分らの素性が暴露し、村に残してきた家族に害がおよぶのを畏れ、千代松の殺害を決意し襲撃する。薩摩の罠であるにもかかわらず、仲間が自分を助けにきたと思った千代松は仲間に迷惑がかからぬよう壁に自らの頭をぶつけて自死する。
衆道の相手を一撃必殺隊に斬り殺された伊牟田は独断で、丑五郎の故郷へおもむき、丑五郎の母や妹を斬り殺す。村人たちは丑五郎の母や妹を護るどころか、村が襲われたのも丑五郎らのせいと、丑五郎を捕まえ袋叩きにしようとするが、丑五郎を追ってきた市造に助けられる。どうにか無断外泊にならずに戻れた丑五郎と市造だったが、女郎のお高と共に出奔した梅吉が捕らわれ、処刑される。

## 登場人物
演の項はテレビドラマのキャスト。

### 農民
いずれも腕力自慢の者たちで、米俵を担いで50間（約91メートル）を走る試験に合格し、島田らに刀の扱いを教わっている。参加の目的は高額な給金と、士分への取り立て。
丑五郎
演 - 染谷将太
身体は小柄だが、頭が働く。
米吉
演 - 高岸宏行
丑五郎の弟分で巨躯の持ち主。相楽暗殺を目的とした金杉橋の戦いで戦死する。
仙太
演 - 岡山天音
一撃必殺隊の最初の襲撃で伊牟田に斬られ殉職した。
梅吉
演 - 細田善彦
女郎と出奔するが捕まる。打ち首になるところを島田らの厚意で武士らしく切腹することを命じられるが、腹を切ることができず、見かねた丑五郎が斬った。
千代松
演 - 上川周作
心優しい巨漢。海江田たちに捕まるも、自死を選ぶ。
市造、新平、和三郎、源治
演 - 町田啓太（市造）、塚地武雅（和三郎）
新平、和三郎、源治は金杉橋の戦いで戦死する。市造は重傷を負ったものの生き延びるが、金杉橋の戦いが一般市民をも巻き込んだため、士分への取り立てが無くなったことに絶望し、自死する。

### 幕府関係者
島田幸之介
演 - 松田龍平
新選組隊士。表面上は脱退したことになっている。
選抜試験に文句を言ってきた農民を即座に斬り捨てたように、農民兵への関心は薄いが、防御の術を教える前に実戦投入することになった丑五郎らに対する責任は感じている。丑五郎の才能に気づき、手ほどきを行う。
金杉橋の戦いの後、存在を疎まれた農民兵たちを抹殺すべく活動を開始した与吉と相打ちになり、死亡する。
和田六郎
演 - 工藤阿須加
元新選組隊士。島田と同様、表面上は脱退したことになっており、選抜試験や農民兵の訓練を行う。
金杉橋の戦いで射殺され戦死する。
勝海舟
演 - 尾美としのり
御用盗に対応すべく農民兵による特殊部隊の設立を考案した人物。一撃必殺隊についても使い捨て前提で、薩摩藩が江戸を攻撃するようになった場合、市民兵によるゲリラ的な抵抗が起きうると薩摩藩へ知らしめることで牽制になることを目論んでいる。
与吉
演 - 春海四方
農民兵たちの下男を勤める男。実は勝海舟から派遣された刺客でもある。

### 薩摩藩関係者
伊牟田
演 - 杉本哲太
薩摩藩士。示現流の達人。衆道の相手を一撃必殺隊に殺されたことで、独断で丑五郎らを仇と狙う。
かつて、ヒュースケン暗殺など多くの人を斬っており、流罪にされていたことがある。流罪先の島の住人や薩摩藩士の若者たちには慕われている。
相楽
演 - じろう
御用盗の首謀者格。眼鏡をかけている。
西洋文献の知識もあり、一撃必殺隊の行動が少人数による反復戦、すなわちゲリラ戦法であると看破する。
海江田
薩摩藩士。独断で丑五郎の村を襲った伊牟田を斬るべく相楽に呼ばれたが、藩士を使い捨てにするがごとき相楽とは折り合いが悪く、伊牟田を斬らずに薩摩藩邸から離れる。
益満休之助
演 - 奥野瑛太
薩摩藩士。
西郷隆盛
演 - 竹良光

### その他
お園
演 - 西野七瀬
遊女。丑五郎の妹・チヨに瓜二つ。丑五郎が常連客となるが、伊牟田の馴染みでもあった。
お福
演 - 山崎静代
遊女。

## 書誌情報
- 松本次郎 『いちげき』リイド社〈SPコミックス〉、全7巻
  1. 2016年11月30日発売[7]、ISBN 978-4-8458-5002-0
  2. 2017年7月27日発売[8]、ISBN 978-4-8458-5126-3
  3. 2018年3月27日発売[9]、ISBN 978-4-8458-5184-3
  4. 2018年12月27日発売[10]、ISBN 978-4-8458-6008-1
  5. 2019年9月13日発売[11]、ISBN 978-4-8458-6029-6
  6. 2020年5月15日発売[12]、ISBN 978-4-8458-6055-5
  7. 2021年3月13日発売[13]、ISBN 978-4-8458-6083-8

## テレビドラマ
NHK正月時代劇として、2023年1月3日にNHK総合・BS4Kで放送された。脚本は宮藤官九郎、主演は染谷将太。
宮藤にとって、本作が初の時代劇の脚本作品となる。

### キャスト
お菊（キク）
演 - 伊藤沙莉
ドラマオリジナルキャラクター。一撃必殺隊の世話を行う人物。

### スタッフ
- 原作 - 松本次郎『いちげき』・永井義男『幕末一撃必殺隊』
- 脚本 - 宮藤官九郎[5]
- 音楽 - 遠藤浩二[5]
- 語り - 六代目 神田伯山[15]
- 演出 - 松田礼人（TBSスパークル）[5]
- 制作統括 - 樋口俊一（NHK）[5]、加藤章一（TBSスパークル）[5]
- プロデューサー - 塩村香里（TBSスパークル）[5]